# アン・オブ・クレーヴズの肖像
『アン・オブ・クレーヴズの肖像』（アン・オブ・クレーヴズのしょうぞう、仏: Portrait d'Anne de Clèves、英: Portrait of Erasmus of Anne of Cleves）は、ドイツ・ルネサンス期の画家ハンス・ホルバイン (子) が羊皮紙上にテンペラで制作した絵画である。本来、羊皮紙は板に貼り付けられていたが、後にキャンバスに張り替えられている。モデルの女性はイングランド王ヘンリー8世の4番目の妻アン・オブ・クレーヴズで、絵画は2人が結婚する前の見合用の肖像画であった。本来、アランデル伯トマス・ハワードに所有されていたが、いく人かの所有者を経てパリに居住していたケルンの銀行家エバーハルト・ジャバッハの収集に入り、最終的にジャバッハからルイ14世に購入された。作品は現在、パリのルーヴル美術館に所蔵されている。

## 作品
1539年、ヘンリー8世の宮廷画家であったホルバインは、ヘンリー8世の未来の花嫁となる予定であったクレーフェ公の娘アン (アンナ) の肖像を描くためドイツのデューレンに派遣された。カトリック教会から離反したヘンリー8世がドイツのプロテスタント勢力の中心クレーフェ公国の娘アンと結婚しようとしたのは、政治的動機に促されたものであった。
ほぼ等身大の公式の肖像画としてはめずらしく、この絵画が羊皮紙に描かれているのはイングランドに送るための輸送の便を図ったものだと考えられる。短い期間で描かれたことから、この絵画はデューレンで描かれ、ヘンリー8世とアンとの結婚に先立ってイングランドに運ばれたものであろう。とはいえ、アンの衣装が婚礼用のものらしい盛装であるため、1540年の2人の婚儀の記念像であると見る説もある。
アンは正面向きに描かれているが、正面向きは本来、礼拝用絵画のためのものである。権威の強調が望まれる男性権力者の肖像であればともかく、この時代の女性の肖像として本作は例外的な作品となっている。当時有数の肖像画家であったホルバインは、アンの外見をかなり修正して描いたようである。また、無表情ともいえる顔とは対照的に、画家は豪華な衣装や真珠のついた帽子の描写に、可能な限りの技術を駆使している。
アンとの結婚後、ヘンリー8世はすぐ彼女に飽きてしまい、結婚生活は長く続かなかった。とはいえ、細部まで緻密に、細心の注意を払って描かれたこの肖像画は、第21代アランデル伯爵やルイ14世といった所有者たちを満足させることができた。